# Slimane Moula
Slimane Moula (arabisch سليمان مولا, DMG Sulaimān Mūlā, tamazight ⵙⵍⵉⵎⴰⵏ ⵎⵓⵍⴰ, * 25. Februar 1999 in Draâ Ben Khedda) ist ein algerischer Mittelstreckenläufer, der sich auf den 800-Meter-Lauf spezialisiert hat. Über diese Distanz wurde er 2022 Afrikameister und siegte bei den Mittelmeerspielen.

## Sportliche Laufbahn
Erste Erfahrungen bei internationalen Meisterschaften sammelte Slimane Moula im Jahr 2016, als er bei den Arabischen Juniorenmeisterschaften in Tlemcen in 48,90 s den sechsten Platz im 400-Meter-Lauf belegte. Im Jahr darauf gelangte er bei den Juniorenafrikameisterschaften ebendort mit 3:20,04 min auf Rang fünf mit der algerischen 4-mal-400-Meter-Staffel und 2018 siegte er in 46,73 s über 400 Meter bei den Arabischen-U20-Meisterschaften in Amman und belegte dort in 21,85 s den vierten Platz im 200-Meter-Lauf. Anschließend gewann er bei den U23-Mittelmeer-Meisterschaften in Jesolo in 45,96 s die Bronzemedaille über 400 Meter hinter dem Tunesier Mohamed Farès Jelassi und Daniele Corsa aus Italien und mit der algerischen 4-mal-100-Meter-Staffel sicherte er sich in 41,19 s die Bronzemedaille hinter den Teams aus Frankreich und Italien. Daraufhin kam er bei den U20-Weltmeisterschaften in Tampere mit 47,97 s nicht über die Vorrunde über 400 Meter hinaus. Im Jahr darauf siegte er bei den erstmals ausgetragenen U23-Mittelmeer-Hallenmeisterschaften in Miramas in 48,03 s über 400 Meter und im April belegte er bei den Arabischen Meisterschaften in Kairo in 48,10 s den sechsten Platz und gewann mit der 4-mal-400-Meter-Staffel in 3:07,85 min die Silbermedaille hinter dem irakischen Team. Im Oktober schied er bei den Militärweltspielen in Wuhan mit 46,93 s im Vorlauf über 400 Meter aus und gewann im Staffelbewerb in 3:06,67 min die Bronzemedaille hinter den Teams aus Bahrain und Polen. Seit 2021 fokussiert sich Moula verstärkt auf den 800-Meter-Lauf und belegte im selben Jahr in 1:48,56 min den sechsten Platz bei den Arabischen Meisterschaften in Radès. Im Jahr darauf siegte er dann in 1:45,59 min bei den Afrikameisterschaften in Port Louis und siegte kurz darauf in 1:44,60 min beim Bauhaus-Galan in Stockholm. Anfang Juli startete er mit der Staffel bei den Mittelmeerspielen in Oran und siegte dort in 3:03,41 min. Anschließend erreichte er bei den Weltmeisterschaften in Eugene das Finale und klassierte sich dort mit 1:44,85 min auf dem fünften Platz über 800 Meter. Im August kam er dann bei den Islamic Solidarity Games in Konya im Finale über 400 Meter nicht ins Ziel.
2023 siegte er in 1:46,06 min bei der Doha Diamond League und wurde dann beim Meeting de Paris in 1:43,38 min Dritter. Daraufhin siegte er in 1:46,87 min bei den Panarabischen Spielen in Algier und siegte dort in 3:02,84 min auch in der 4-mal-400-Meter-Staffel. Beim Herculis wurde er in 1:43,40 min Zweiter und belegte dann bei den Weltmeisterschaften in Budapest in 1:44,95 min im Finale den fünften Platz. Im Jahr darauf siegte er in 1:44,55 min bei der Diamond League Shanghai und schied im August bei den Olympischen Sommerspielen in Paris mit 1:45,67 min in der Hoffnungsrunde aus.
2019 wurde Moula algerischer Meister im 400-Meter-Lauf.

## Persönliche Bestzeiten
- 200 Meter: 21,40 s (+1,5 m/s), 27. Juli 2019 in Algier
- 400 Meter: 45,96 s, 10. Juni 2018 in Jesolo
  - 400 Meter (Halle): 48,09 s, 19. Januar 2019 in Miramas
- 600 Meter: 1:14,52 min, 14. März 2024 in Potchefstroom (algerischer Rekord)
- 800 Meter: 1:43,38 min, 9. Juni 2023 in Paris